# Canarana (Mato Grosso)
Canarana é um município brasileiro do estado de Mato Grosso. Sua população estimada em 27.657 habitantes em 2024 de acordo com o IBGE

## Legislativo Municipal de Canarana MT
Legislativo Municipal
A Câmara Municipal de Canarana, Mato Grosso, possui uma história rica e relevante para o desenvolvimento da cidade. Tendo como a 1ª legislatura em 01 de fevereiro de 1983, a Casa de Leis tem sido palco de importantes decisões que moldaram o futuro do município.
Desde a sua criação, a Câmara Municipal de Canarana contou com a atuação de lideranças visionárias que dedicaram suas vidas ao serviço público. Entre elas, destacam-se Bertholdo Grubert, primeiro presidente da Câmara, e Arlindo Schwantes, que contribuiu significativamente para a estruturação política e administrativa da cidade.
Bertholdo Grubert: primeiro presidente da Câmara
Nascido em Ajuricaba (RS) no ano de 1927, Bertholdo Grubert chegou a Canarana nos anos 1970, quando a cidade ainda enfrentava vários desafios estruturais e sociais. Além de seu trabalho político, também atuou como primeiro pastor da Assembleia de Deus Madureira no município. Foi eleito vereador e ocupou a presidência da Câmara durante a primeira legislatura de Canarana. Seu legado permaneceu na política local através de seu filho, Ismar Grubert, que também exerceu o cargo de vereador, presidente da Câmara e secretário municipal. Como reconhecimento à sua contribuição, o Plenário da Câmara Municipal de Canarana foi nomeado em sua homenagem.
Arlindo Schwantes: contribuição política e administrativa
Arlindo Schwantes foi uma figura chave na estruturação política e administrativa do município. Em 1989, participou da criação do Brasão Oficial de Canarana, símbolo que representa a identidade e história da cidade. Sua dedicação à política e ao desenvolvimento municipal foi eternizada na nomeação do Palácio Legislativo de Canarana em sua homenagem. Arlindo era irmão de Norberto Schwantes, uma das lideranças que desempenhou papel crucial na colonização do território que deu origem ao município.
A primeira legislatura da Câmara Municipal de Canarana teve início com a posse do primeiro prefeito eleito, Francisco de Assis dos Santos, e seu vice, Eugênio Juventino Tonial, em 1º de fevereiro de 1983. O mandato se estendeu até 1º de janeiro de 1989 e contou com os seguintes vereadores: Avelino Simioni, Asildo Ari Weirich, Assis Simon, Jairo Groff, Antônio Bonfim dos Santos, Jandir Pezzini, José Carlos de Souza, Antônio Valadares, Carlos Mazureck e Bertholdo Grubert.
Atualmente, a Câmara Municipal de Canarana está em sua 11ª legislatura, contando com 11 vereadores que representam os interesses da população e trabalham pelo desenvolvimento do município. Os membros desta legislatura são Jocasta Porto (MDB), presidente da Câmara, Investigador Gustavo (Republicanos), vice-presidente, Márcia (MDB), primeira secretária, e Professor Rosinelson (UB), segundo secretário. Também compõem o legislativo os vereadores Amanda da Roza (PSDB), André da Madeireira (PSDB), Celsinho (UB), Dile Feijó (PL), Milton Blass (PL), Rafael Govari (UB) e Subtenente Sancler Santarém (PSD).
Esses representantes da comunidade têm como missão legislar em benefício da população, fiscalizar as ações do Poder Executivo e garantir a transparência nas decisões governamentais. A Câmara Municipal de Canarana também promove a participação popular por meio de audiências públicas, sessões ordinárias e outras iniciativas que visam aproximar o poder legislativo da sociedade.
Ao longo de sua trajetória, a Câmara Municipal de Canarana enfrentou diversos desafios, como a necessidade de adaptar-se às constantes mudanças da legislação e às demandas de uma sociedade em constante evolução. No entanto, a Casa de Leis também alcançou diversas conquistas, contribuindo para o desenvolvimento de Canarana em diversas áreas, como saúde, educação, infraestrutura e meio ambiente.
A Câmara Municipal de Canarana desempenha um papel fundamental na construção de um futuro melhor para a cidade. Através de suas ações, a Casa de Leis busca garantir o desenvolvimento sustentável de Canarana, promovendo a participação cidadã e a melhoria da qualidade de vida da população.
A Capital do Gergelim

## LEI Nº 11.836, DE 21 DE JULHO DE 2022.
A ASSEMBLEIA LEGISLATIVA DO ESTADO DE MATO GROSSO, tendo em vista o que dispõe o art. 42 da Constituição Estadual, aprova e o Governador do Estado sanciona a seguinte Lei:
Art. 1º Fica declarado o Município de Canarana como a "Capital do Gergelim" do Estado de Mato Grosso.
Art. 2º Esta Lei entra em vigor na data de sua publicação.
Palácio Paiaguás, em Cuiabá, 21 de julho de 2022, 201º da Independência e 134º da República.
Declara Portal do Xingu o Município de Canarana, no Estado de Mato Grosso

## LEI Nº 10.103, DE 26 DE MAIO DE 2014, DO MATO GROSSO[8]
Fica declarado Portal do Xingu o Município de Canarana, no Estado de Mato Grosso.

## LEI Nº 11.836, DE 21 DE JULHO DE 2022.
Fica declarado o Município de Canarana como a "Capital do Gergelim" do Estado de Mato Grosso.
Clima

Segundo dados do Instituto Nacional de Meteorologia (INMET), desde 1995 a menor temperatura registrada em Canarana foi de 10,3 °C em 4 de julho de 2011, e a maior atingiu 42 °C em 25 de setembro de 2010. O maior acumulado de precipitação em 24 horas foi de 147,2 milímetros (mm) em 8 de fevereiro de 2004. Outros grandes acumulados iguais ou superiores a 100 mm foram 122 mm em 18 de março de 2017, 119,7 mm em 13 de dezembro de 2012, 114,9 mm em 4 de fevereiro de 2008, 114,2 mm em 13 de março de 2003, 107,3 mm em 1º de fevereiro de 2007, 104,7 mm em 1º de fevereiro de 2008, 104,4 mm em 20 de dezembro de 2014, 102,6 mm em 17 de fevereiro de 2014, 102,4 mm em 25 de fevereiro de 2004 e 102,1 mm em 25 de janeiro de 2000. Janeiro de 2004, com 726,2 mm, foi o mês de maior precipitação.
| Dados climatológicos para Canarana                                                                                                  | Dados climatológicos para Canarana | Dados climatológicos para Canarana | Dados climatológicos para Canarana | Dados climatológicos para Canarana | Dados climatológicos para Canarana | Dados climatológicos para Canarana | Dados climatológicos para Canarana | Dados climatológicos para Canarana | Dados climatológicos para Canarana | Dados climatológicos para Canarana | Dados climatológicos para Canarana | Dados climatológicos para Canarana | Dados climatológicos para Canarana |
| Mês | Jan                                | Fev                                | Mar                                | Abr                                | Mai                                | Jun                                | Jul                                | Ago                                | Set                                | Out                                | Nov                                | Dez                                | Ano                                |
| --- | ---------------------------------- | ---------------------------------- | ---------------------------------- | ---------------------------------- | ---------------------------------- | ---------------------------------- | ---------------------------------- | ---------------------------------- | ---------------------------------- | ---------------------------------- | ---------------------------------- | ---------------------------------- | ---------------------------------- |
| Temperatura máxima recorde (°C) | 37,9                               | 36,5                               | 37,1                               | 36,3                               | 36,5                               | 37,3                               | 38,3                               | 40,7                               | 42                                 | 41,1                               | 39,6                               | 37,2                               | 42                                 |
| Temperatura máxima média (°C) | 31,3                               | 31,5                               | 31,9                               | 32,4                               | 32,8                               | 33                                 | 33,9                               | 35,6                               | 36                                 | 34,5                               | 32,5                               | 32,1                               | 33,1                               |
| Temperatura média compensada (°C)                                                                                                   | 25,1                               | 25,1                               | 25,2                               | 25,3                               | 24,7                               | 23,9                               | 24,3                               | 26,1                               | 27,3                               | 26,6                               | 25,7                               | 25,1                               | 25,4                               |
| Temperatura mínima média (°C) | 21,3                               | 21,3                               | 21,2                               | 20,7                               | 19                                 | 17,2                               | 16,9                               | 18,4                               | 20,7                               | 21,5                               | 21,5                               | 21,4                               | 20,1                               |
| Temperatura mínima recorde (°C) | 16,9                               | 17,3                               | 18,3                               | 14,8                               | 12,5                               | 13                                 | 10,3                               | 13,9                               | 14,7                               | 17,8                               | 18,2                               | 18,7                               | 10,3                               |
| Precipitação (mm) | 314,3                              | 358,4                              | 243                                | 128,4                              | 4,8                                | 5,8                                | 5,6                                | 1,2                                | 47,1                               | 158,4                              | 232,9                              | 300,4                              | 1 800,3                            |
| Dias com precipitação (≥ 1 mm) | 18                                 | 17                                 | 17                                 | 9                                  | 1                                  | 1                                  | 0                                  | 1                                  | 4                                  | 10                                 | 16                                 | 18                                 | 112                                |
| Umidade relativa compensada (%) | 85,5                               | 86,3                               | 85,5                               | 80,7                               | 70                                 | 59,5                               | 50,7                               | 43,8                               | 53,7                               | 71,3                               | 80,1                               | 85,6                               | 71,1                               |
| Fonte: Instituto Nacional de Meteorologia (INMET) (normal climatológica de 1981-2010; recordes de temperatura: 06/02/1995-presente) |                                    |                                    |                                    |                                    |                                    |                                    |                                    |                                    |                                    |                                    |                                    |                                    |                                    |

## Últimos prefeitos eleitos
| Ano  | Prefeito         | Partido      | Votos | %     | Ref    |
| ---- | ---------------- | ------------ | ----- | ----- | ------ |
| 2004 | Walter Farias    | PPS          | 5.001 | 58,95 | [ 15 ] |
| 2008 | Walter Farias    | PR           | 5.138 | 52,14 | [ 16 ] |
| 2012 | Evaldo           | PSD          | 5.240 | 50,29 | [ 17 ] |
| 2016 | Fabio Faria      | PSDB         | 7.075 | 66,08 | [ 18 ] |
| 2020 | Fabio Faria      | DEM          | 6.116 | 59,38 | [ 19 ] |
| 2024 | Vilson Biguelini | União Brasil | 6.320 | 51,34 | [ 20 ] |